# Árpád Lengyel
Árpad Lengyel (4 settembre 1915 – 30 aprile 1993) è stato un nuotatore ungherese.
Specializzato nello stile libero ha vinto la medaglia di bronzo nella staffetta 4x200 m sl alle Olimpiadi di Berlino 1936.
È stato primatista mondiale della staffetta 4x100 m sl.

## Palmarès
- Olimpiadi
  - Berlino 1936: bronzo nella staffetta 4x200 m sl.

- Europei
  - 1934 - Magdeburgo: oro nella staffetta 4x200 m sl.